# Brett Holman
Brett Trevor Holman (Bankstown, Nueva Gales del Sur, Australia, 27 de marzo de 1984) es un exfutbolista australiano que jugaba de centrocampista.

## Trayectoria

### Excelsior Rotterdam
El Feyenoord fichó a fichó a Holman en 2002 a sus 18 años, pero tiempo después lo cedió al Excelsior Rotterdam, club para el cual jugó 4 temporadas, 134 partidos y anotó 10 goles.

### NEC Nijmegen
En 2006 pasó a ser futbolista del NEC Nijmegen tras sus buenas actuaciones en el Excelsior Rotterdam. En su paso por el NEC, jugó 69 partidos, anotó 17 goles y registró 8 asistencias.

### AZ Alkmaar
En 2008 fichó por el AZ Alkmaar y ganó su primer título como profesional cuando el club se hizo de la Eredivisie esa temporada. El AZ pagó 3 millones de euros al Feyenoord de Róterdam, equipo que poseía sus derechos. Jugó 5 temporadas en el AZ, en las que tuvo más de 130 presentaciones y anotó 25 goles.

### Aston Villa
El 13 de marzo de 2012 se confirmó su contratación por el Aston Villa FC inglés para la temporada 2012/13, equipo que pagó un poco menos de 1 millón de libras al AZ Alkmaar por el futbolista australiano.

### Al Nasr-SC
El 22 de junio de 2013 se anunció que el Al-Nasr SC de los Emiratos Árabes Unidos había llegado a un acuerdo para incorporar al australiano.

## Selección nacional
Fue miembro de los socceroos, habiendo acumulado 63 participaciones y anotado 9 goles, dos de ellos en la Copa Mundial de 2010. Se retiró de la selección a sus 30 años en abril de 2014 a tan solo dos meses de iniciar la Copa Mundial de 2014.

### Participaciones en Copas del Mundo
| Mundial                        | Sede      | Resultado    | Partidos | Goles |
| ------------------------------ | --------- | ------------ | -------- | ----- |
| Copa Mundial de Fútbol de 2010 | Sudáfrica | Primera fase | 3        | 2     |

### Participaciones en Copas de Asia
| Copa               | Sede                                | Resultado        | Partidos | Goles |
| ------------------ | ----------------------------------- | ---------------- | -------- | ----- |
| Copa Asiática 2007 | Indonesia Malasia Tailandia Vietnam | Cuartos de final | 3        | 0     |
| Copa Asiática 2011 | Catar                               | Subcampeón       | 6        | 1     |

### Goles en Copas del Mundo
| # | Día                 | Lugar                                         | Oponente | Marcador | Resultado | Competición  |
| - | ------------------- | --------------------------------------------- | -------- | -------- | --------- | ------------ |
| 1 | 15 de junio de 2010 | Royal Bafokeng Stadium, Rustenburg, Sudáfrica | Ghana    | 1–0      | 1–1       | Mundial 2010 |
| 2 | 23 de junio de 2010 | Estadio Mbombela, Nelspruit, Sudáfrica        | Serbia   | 2–0      | 2–1       | Mundial 2010 |

## Clubes
| Club                   | País         | Año       |
| ---------------------- | ------------ | --------- |
| Parramatta Power       | Australia    | 2001-2002 |
| Feyenoord              | Países Bajos | 2002-2006 |
| SBV Excelsior (cedido) | Países Bajos | 2003-2006 |
| NEC Nijmegen           | Países Bajos | 2006-2008 |
| AZ Alkmaar             | Países Bajos | 2008-2012 |
| Aston Villa F. C.      | Inglaterra   | 2012-2013 |
| Al Nasr                | EAU          | 2013-2015 |
| Emirates Club          | EAU          | 2015-2016 |
| Brisbane Roar          | Australia    | 2016-2019 |

## Palmarés

### Títulos nacionales
| Título                        | Club       | País         | Año  |
| ----------------------------- | ---------- | ------------ | ---- |
| Eredivisie                    | AZ Alkmaar | Países Bajos | 2009 |
| Supercopa de los Países Bajos | AZ Alkmaar | Países Bajos | 2009 |